# Cason Wallace
Cason David Wallace (Dallas, 7 de novembro de 2003) é um jogador norte-americano de basquete profissional que atualmente joga no Oklahoma City Thunder da National Basketball Association (NBA).
Ele jogou basquete universitário pela Universidade de Kentucky e foi selecionado pelo Dallas Mavericks como a 10º escolha geral no draft da NBA de 2023.

## Carreira no ensino médio
Wallace estudou na Richardson High School em Richardson, Texas. Em seu último ano, ele foi o Jogador de Basquete do Ano pelo Texas e o Jogador de Basquete Masculino do Ano do The Dallas Morning News após ter médias de 19,9 pontos, 7,4 rebotes e 6,1 assistências. Um recruta de cinco estrelas, Wallace se comprometeu com a Universidade de Kentucky para jogar basquete universitário.

## Carreira profissional

### Oklahoma City Thunder (2023–Presente)
O Dallas Mavericks selecionou Wallace como a décima escolha geral no draft da NBA de 2023 e então o negociou, junto com Dāvis Bertāns, para o Oklahoma City Thunder em troca da 12ª escolha geral, Dereck Lively II.

## Estatísticas da carreira

### NBA

#### Temporada regular
| Ano     | Equipe        | PJ | PT | MPJ  | AP   | 3P   | LL   | RT  | AS  | BR | TO | PPJ |
| ------- | ------------- | -- | -- | ---- | ---- | ---- | ---- | --- | --- | -- | -- | --- |
| 2023–24 | Oklahoma City | 82 | 13 | 20.6 | .491 | .419 | .784 | 2.3 | 1.5 | .9 | .5 | 6.8 |

#### Playoffs
| Ano  | Equipe        | PJ | PT | MPJ  | AP   | 3P   | LL   | RT  | AS  | BR | TO | PPJ |
| ---- | ------------- | -- | -- | ---- | ---- | ---- | ---- | --- | --- | -- | -- | --- |
| 2024 | Oklahoma City | 10 | 0  | 19.8 | .390 | .321 | .500 | 1.3 | 1.0 | .9 | .2 | 4.2 |

### Universidade
| Ano     | Equipe   | PJ | PT | MPJ  | AP   | 3P   | LL   | RT  | AS  | BR  | TO  | PPJ  |
| ------- | -------- | -- | -- | ---- | ---- | ---- | ---- | --- | --- | --- | --- | ---- |
| 2022–23 | Kentucky | 32 | 32 | 32.2 | .446 | .346 | .757 | 3.7 | 4.3 | 2.0 | 0.5 | 11.7 |

## Vida pessoal
Wallace é primo do campeão da NBA de 2012, Terrel Harris, e do duas vezes campeão do Super Bowl, MVP do Super Bowl XXXII e running back do Pro Football Hall of Fame, Terrell Davis.

## Links externos
- Biografia do Kentucky Wildcats
- Biografia do basquete dos EUA